# 黄东璧
黄东璧（1939年9月—），男，广东澄海人，中华人民共和国外交官，曾任中华人民共和国驻瓦努阿图共和国特命全权大使。

## 生平
1964年毕业于外交学院。1995年1月，出任中华人民共和国驻芝加哥总领事。1999年3月，出任中华人民共和国驻瓦努阿图大使。2001年3月，自驻瓦努阿图大使离任。